# Lenzerheide
Lenzerheide (Lai, en romanche) est un village de la commune de Vaz/Obervaz, dans le Canton suisse des Grisons.

## Géographie

Vue aérienne par (1947).

Lenzerheide se trouve dans la même vallée que Parpan, Churwalden et Valbella, et dans la vallée voisine d'Arosa. Du fait de la pente, la commune est assez peu étendue dans la vallée, et beaucoup d'habitations sont situées sur les flancs de la vallée, jusqu'à 1 600 m.
Malgré son nom alémanique, le village se trouve sur le territoire romanche du canton.

## Économie

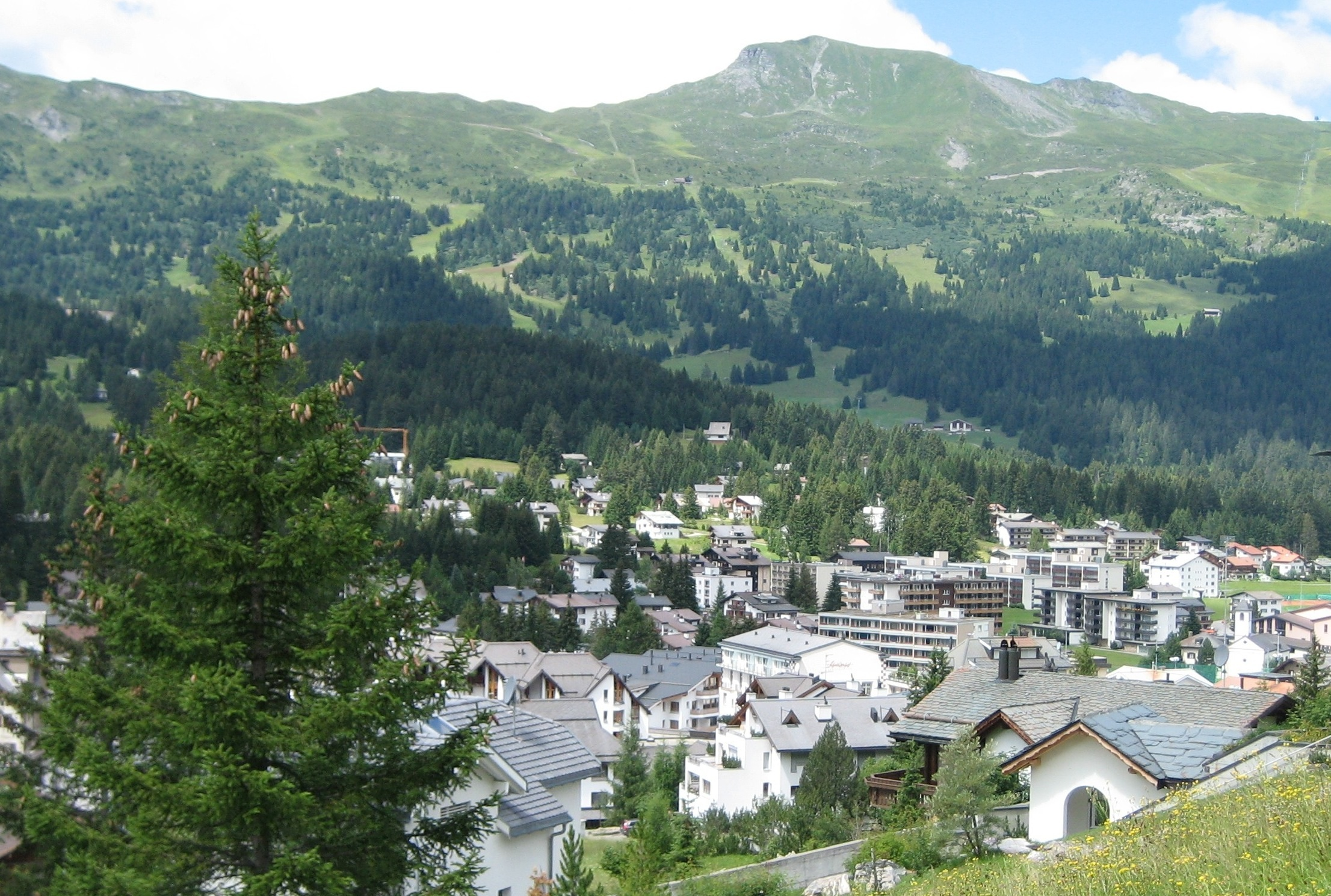
Le village de Lenzerheide.

La branche économique principale est le tourisme et Lenzerheide fait partie des quatre stations les plus connues des Grisons avec Arosa, Davos et Saint-Moritz[réf. nécessaire].

## Sports
De 1978 à 2002, la station est le point de départ de la course de montagne du Danis, qui accueille notamment le Trophée mondial de course en montagne 1987. Elle est remplacée en 2003 par le marathon des Grisons qui disparaît en 2014.
La station a accueilli les finales de la Coupe du monde de ski alpin en 2005, 2007, 2011, 2014 et 2021, tant pour les femmes que pour les hommes.
Un stade de biathlon, Biathlon Arena Lenzerheide, est construit en 2013. Il accueille des épreuves internationales du circuit inférieur de l'IBU (IBU Cup, Junior Cup) à partir de 2016 et les championnats du monde juniors de biathlon en 2020. La Coupe du monde de biathlon fait pour la première fois étape à Lenzerheide en décembre 2023, avant les Championnats du monde qui s'y déroulent en février 2025.

## Personnalités liées à la commune
Victime des sévices reçus dans les camps nazis, la princesse royale de Bavière née Antonia de Luxembourg est morte à Lenzerheide en 1954.